# Rue de Stassart
La rue de Stassart (en néerlandais : Stassartstraat) est une rue proche de la porte de Namur à Ixelles. Elle part du début de la chaussée d'Ixelles pour aboutir à la place Stéphanie. Elle est nommée en l'honneur de Goswin de Stassart (1780-1854) mais elle existait déjà bien avant cela puisqu'elle figure sur un plan de Bruxelles dessé au XVIe siècle par Jacob van Deventer.
Elle abritait, dans les années 1950, au n° 34, le siège de l'Union coloniale belge pourvu d'un grand amphithéâtre et les locaux de l'association de l'Union des Femmes Coloniales où l'on expliquait aux dames comment remplir leur futur rôle d'épouses coloniales et comment diriger les domestiques indigènes. Une plaque y rappelle que c'est dans ce même immeuble que Théo Fleischman a réalisé le 1er novembre 1926 le premier journal parlé de l'histoire de la radio.
Elle a aussi abrité une extension du Conservatoire royal de Bruxelles.
La rue de Stassart fut également connue comme rue de prostitution féminine jusque dans les années 1980.

## Accès
| ___ | Ce site est desservi par la station de métro : Porte de Namur. |